# JPH3
JPH3‏ (Junctophilin 3) هوَ بروتين يُشَفر بواسطة جين JPH3 في الإنسان.